# The Cookies
The Cookies était un girl group américain qui connut deux incarnations entre 1953 et 1967. À la fin des années 1950, la première version du groupe devint The Raelettes, les choristes de Ray Charles.

## Historique
Formé en 1953 à Coney Island, Brooklyn, New York, les Cookies était à l'origine un trio composé de Dorottea "Dorothy" Jones, de sa cousine Beulah Robertson et de Darlene Ethel McCrea. Le girl group enregistre un premier simple pour Lamp Records en 1954. Après s'être fait remarquer par Jesse Jones, en 1955, elles sont engagées sur Atlantic Records où Margie Hendricks remplaça Beulah Robertson. Trois simples s'ensuivent, dont In Paradise classé au top 10 R&B en 1956. Les Cookies font des chœurs sur de nombreux disques d'Atlantic Records, parmi lesquels Ray Charles, Big Joe Turner (Lipstick, Powder And Paint), LaVern Baker, Ruth Brown et Chuck Willis (It's Too Late).
En 1958, Hendricks et McCrea rejoignent Ray Charles et deviennent les Raelettes. Dorothy Jones, alors enceinte, ne peut les suivre. Finalement, seule Margie continua au sein des Raelettes, elle chanta plusieurs duos avec Ray Charles (dont Hit The Road Jack). Elle fut également sa maîtresse et eut un enfant de lui, Charles Waynes. Margie fut virée par Ray en 1964 et elle enregistra ensuite plusieurs disques pour différents labels (Tangerine, Mercury et Sound Stage 7).
Au début des années 1960, Dorothy relance les Cookies avec une autre de ses cousines, Margaret Ross et la sœur de Darlene, Earl-Jean McCrea.
En 1964, Darlene McCrea enregistre un 45t en solo, Don't Worry Baby. En 1967, elle rejoint les Cookies que venait de quitter sa sœur, Earl-Jean, pour enregistrer leurs deux derniers simples sur Warner Bros. En 1967, Earl-Jean enregistre à son tour deux 45t qui ne connaitront pas un grand succès, I'm Into Something Good (Colpix) et Randy (Colpix 748). Ironiquement, I'm Into Something Good deviendra le tout premier single du groupe anglais Herman's Hermits quatre mois plus tard et atteindra la première place des charts britanniques.
Le groupe aurait aussi enregistré sous d'autres noms : The Palisades, The Cinderellas, The Stepping Stones ou encore The Honey Bees.

### Précisions
Il y avait deux sœurs au sein des Cookies, les sœurs McCrea. Mais il est souvent difficile de faire la distinction entre Earl-Jean, Ethel et Darlene. En effet, selon les sources, leur identité et leur rôle au sein des Cookies et des Raelettes varient. Certaines fois, Ethel et Darlene sont identifiées comme deux personnes différentes, et d'autres comme la même personne. Ayant chacune enregistré des 45t sous leur nom, on peut facilement déterminer Earl-Jean et Darlene comme étant deux personnes distinctes mais, dans ce cas, qui des deux était Ethel ? Certaines sources précisent que Darlene aurait remplacé sa sœur à son départ des Raelettes. La confusion entre les deux sœurs est d'autant plus forte que leurs voix étaient quasiment similaires. Dans son livre Setting the Record Straight: The Music and Careers of Recording Artists from the 1950s and Early 1960s... in Their Own Words, Anthony Musso semble clore le débat lorsqu'il cite, à la page 316, Margaret Ross qui discute des soeurs Darlene Ethel et Earl-Jean McCrea.
L'autre confusion régnante à propos des Cookies est la place de Patricia "Pat" Lyles. Selon certaines sources, elle aurait fait partie de la première version des Cookies alors que Dorothy Jones ne serait arrivée qu'en 1962. Pat Lyles a, en revanche, fait partie de la première mouture des Raelettes et Jones est une des membres originale des Cookies.
Margie Hendricks, née le 13 mars 1935, a commencé à utiliser le nom « Margie Hendrix » à l'époque des Raelettes. D'après le film biographique Ray, sorti en 2004, elle serait décédée d'une overdose en juillet 1964 trois ans après avoir donné naissance à Charles Waynes, un fils caché du chanteur Ray Charles. Dans les faits, en 1964, elle a été renvoyée de l'orchestre par Charles : tous deux avaient de sérieux problèmes de drogue. Margie est morte en 1973 et c'est sous le nom Hendrix qu'elle apparaît sur le registre des décès de la sécurité sociale.

### Divers
- Dans Ray, film retraçant la vie de Ray Charles, sorti en 2004, certains membres des Cookies/Raelettes sont incarnés à l'écran. Un rôle important est notamment donné à Margie Hendricks, qui est jouée par Regina King. Ethel McCrea (créditée Ethel McRea) est interprétée par Kimberly J. Ardison et Pat Lyle par Renée Wilson.

- Elles ont inspiré le chanteur français Claude François, qui a créé les Claudettes.

## Discographie

### Simples (7")
| Face A                                  | Face B                         | Année | R&B Charts | Pop Charts | Label                                          | Ref. catalogue     |
| --------------------------------------- | ------------------------------ | ----- | ---------- | ---------- | ---------------------------------------------- | ------------------ |
| "Don't Let Go"                          | "All Night Mambo"              | 1954  |            |            | Lamp Records                                   | 8008               |
| "Later Later"                           | "Precious Love"                | 1955  |            |            | Atlantic Records                               | 1061               |
| "In Paradise"                           | "Precious Love"                | 1956  | #9         |            | Atlantic Records                               | 1084               |
| "Down By The River"                     | "My Lover"                     | 1956  |            |            | Atlantic Records                               | 1110               |
| "King Of Hearts"                        | "Happy Dippy Daddy"            | 1957  |            |            | Josie Records                                  | 882                |
| "In Paradise"                           | "Precious Love"                | 1960  |            |            | Atlantic Records                               | 2079 (réédition)   |
| "Chains"                                | "Stranger In My Arms"          | 1962  |            | #17        | Dimension Records / London American Recordings | 1002 / 45-HLU 9634 |
| "Don't Say Nothin' Bad (About My Baby)" | "Softly In The Night"          | 1963  | #3         | #7         | Dimension Records                              | 1008               |
| "Will Power"                            | "I Want A Boy For My Birthday" | 1963  |            |            | Dimension Records                              | 1012               |
| "Girls Grow Up Faster Than Boys"        | "Only To Other People"         | 1963  | #33        | #33        | Dimension Records                              | 1020               |
| "I Never Dreamed"                       | "The Old Crowd"                | 1964  |            |            | Dimension Records                              | 1032               |
| "Wounded"                               | "All My Trials"                | 1967  |            |            | Warner Bros                                    | 7025               |
| "Mr. Cupid"                             | "Hang My Head And Cry"         | 1967  |            |            | Warner Bros                                    | 7047               |

### Rééditions
- Don't Say Nothin' Bad About the Cookies (LP, Teenager Records, 608, 1991)
- Hits and Rarities - 26 pistes (CD, Marginal Records, MAR 109)
- The Complete Cookies - 16 pistes (CD, Sequel Records, NEM CD 649, 1994)
- ...The Absolute Complete Cookies! (And Oh So Sweet!) - 26 pistes (CD, Chocolate Chip Records, CCRCD 4001, 2004)
- Chains - 10 pistes (CD, Collectables Records, 9936, 9 août 2005)